# Gorodišče (Oblast' di Penza)
Gorodišče è una città della Russia europea centrale (oblast' di Penza), situata nella parte centrale delle alture del Volga, sul fiume Julovka, 48 km a est del capoluogo Penza; dipende amministrativamente dal distretto omonimo, del quale è capoluogo.

## Società

### Evoluzione demografica
Fonte: mojgorod.ru
- 1897: 4.000
- 1926: 4.900
- 1939: 6.300
- 1959: 5.300
- 1979: 7.100
- 1989: 7.900
- 2007: 8.200